# فهرست شهرهای کارولینای شمالی
| نام                                    | نوع    | جمعیت ۲۰۱۰ |
| -------------------------------------- | ------ | ---------- |
| آبردین، کارولینای شمالی                | pueblo | ۶۳۵۰       |
| ادونس، کارولینای شمالی                 | CDP    | ۱۱۳۸       |
| اهوسکی، کارولینای شمالی                | pueblo | ۵۰۳۹       |
| الامانس، کارولینای شمالی               | villa  | ۹۵۱        |
| البمارل، کارولینای شمالی               | ciudad | ۱۵۹۰۳      |
| الاینس، کارولینای شمالی                | pueblo | ۷۷۶        |
| التاماهاو-اوسیپ، کارولینای شمالی       | CDP    | ۳۴۷        |
| اندروز، کارولینای شمالی                | pueblo | ۱۷۸۱       |
| انگیر، کارولینای شمالی                 | pueblo | ۴۳۵۰       |
| انسونویل، کارولینای شمالی              | pueblo | ۶۳۱        |
| ایپکس، کارولینای شمالی                 | pueblo | ۳۷۴۷۶      |
| اکوادال، کارولینای شمالی               | CDP    | ۳۹۷        |
| ارپهوو، کارولینای شمالی                | pueblo | ۵۵۶        |
| ارچدال، کارولینای شمالی                | ciudad | ۱۱۴۱۵      |
| آرچر لاج، کارولینای شمالی              | pueblo | ۴۲۹۲       |
| اشبورو، کارولینای شمالی                | ciudad | ۲۵۰۱۲      |
| اشویل، کارولینای شمالی                 | ciudad | ۸۳۳۹۳      |
| اشلی هایت، کارولینای شمالی             | CDP    | ۳۸۰        |
| اسکوویل، کارولینای شمالی               | pueblo | ۲۴۱        |
| اتکینسن، کارولینای شمالی               | pueblo | ۲۹۹        |
| اتلنتیک، کارولینای شمالی               | CDP    | ۵۴۳        |
| اتلنتیک بیچ، کارولینای شمالی           | pueblo | ۱۴۹۵       |
| اولاندر، کارولینای شمالی               | pueblo | ۸۹۵        |
| اررا، کارولینای شمالی                  | pueblo | ۵۲۰        |
| اوتریویل، کارولینای شمالی              | pueblo | ۱۹۶        |
| ایوری کریک، کارولینای شمالی            | CDP    | ۱۹۵۰       |
| ایون، کارولینای شمالی                  | CDP    | ۷۷۶        |
| ایدن، کارولینای شمالی                  | pueblo | ۴۹۳۲       |
| بادین، کارولینای شمالی                 | pueblo | ۱۹۷۴       |
| بیلی، کارولینای شمالی                  | pueblo | ۵۶۹        |
| باکرسویل، کارولینای شمالی              | pueblo | ۴۶۴        |
| بلد هد آیلند، کارولینای شمالی          | villa  | ۱۵۸        |
| بلفور، کارولینای شمالی                 | CDP    | ۱۱۸۷       |
| بنر الک، کارولینای شمالی               | pueblo | ۱۰۲۸       |
| بارکر هایت، کارولینای شمالی            | CDP    | ۱۲۵۴       |
| بارکر تن مایل، کارولینای شمالی         | CDP    | ۹۵۲        |
| بت، کارولینای شمالی                    | pueblo | ۲۴۹        |
| بایبورو، کارولینای شمالی               | pueblo | ۱۲۶۳       |
| بایشور، کارولینای شمالی                | CDP    | ۳۳۹۳       |
| بایویو، کارولینای شمالی                | CDP    | ۳۴۶        |
| بر گرس، کارولینای شمالی                | pueblo | ۷۳         |
| بووفرت، کارولینای شمالی                | pueblo | ۴۰۳۹       |
| بیچ ماونتن، کارولینای شمالی            | pueblo | ۳۲۰        |
| بلهاون، کارولینای شمالی                | pueblo | ۱۶۸۸       |
| بل آرتر، کارولینای شمالی               | CDP    | ۴۶۶        |
| بلمانت، کارولینای شمالی                | ciudad | ۱۰۰۷۶      |
| بلویل، کارولینای شمالی                 | pueblo | ۱۹۳۶       |
| بلوویر، کارولینای شمالی                | CDP    | ۳۰۷        |
| بلوود، کارولینای شمالی                 | pueblo | ۹۵۰        |
| بنیت، کارولینای شمالی                  | CDP    | ۲۸۲        |
| بنسون، کارولینای شمالی                 | pueblo | ۳۳۱۱       |
| بنت کریک، کارولینای شمالی              | CDP    | ۱۲۸۷       |
| برمیودا ران، کارولینای شمالی           | pueblo | ۱۷۲۵       |
| بسمر سیتی، کارولینای شمالی             | ciudad | ۵۳۴۰       |
| بتهانیا، کارولینای شمالی               | pueblo | ۳۲۸        |
| بتل، کارولینای شمالی                   | pueblo | ۱۵۷۷       |
| بتلیهم، کارولینای شمالی                | CDP    | ۴۲۱۴       |
| بولاویل، کارولینای شمالی               | pueblo | ۱۲۹۶       |
| بیلتمور فریست، کارولینای شمالی         | pueblo | ۱۳۴۳       |
| بیسکو، کارولینای شمالی                 | pueblo | ۱۷۰۰       |
| بلک کریک، کارولینای شمالی              | pueblo | ۷۶۹        |
| بلک ماونتن، کارولینای شمالی            | pueblo | ۷۸۴۸       |
| بلادنبورو، کارولینای شمالی             | pueblo | ۱۷۵۰       |
| بلووینگ راک، کارولینای شمالی           | pueblo | ۱۲۴۱       |
| بلو کلی فارم، کارولینای شمالی          | CDP    | ۳۳         |
| بواردمان، کارولینای شمالی              | pueblo | ۱۵۷        |
| بووگ، کارولینای شمالی                  | pueblo | ۶۸۴        |
| بویلینگ اسپرینگ لیک، کارولینای شمالی   | ciudad | ۵۳۷۲       |
| بویلینگ اسپرینگز، کارولینای شمالی      | pueblo | ۴۶۴۷       |
| بلیویا، کارولینای شمالی                | pueblo | ۱۴۳        |
| بوولتن، کارولینای شمالی                | pueblo | ۶۹۱        |
| بونتسویل، کارولینای شمالی              | CDP    | ۴۴۳        |
| بون، کارولینای شمالی                   | pueblo | ۱۷۱۲۲      |
| بونویل، کارولینای شمالی                | pueblo | ۱۲۲۲       |
| بوستیک، کارولینای شمالی                | pueblo | ۳۸۶        |
| بوومور، کارولینای شمالی                | CDP    | ۱۰۳        |
| بروارد، کارولینای شمالی                | ciudad | ۷۶۰۹       |
| برایس کریک، کارولینای شمالی            | CDP    | ۳۰۷۳       |
| بریجتن، کارولینای شمالی                | pueblo | ۴۵۴        |
| برد کریک، کارولینای شمالی              | CDP    | ۲۳۳۴       |
| بردوی، کارولینای شمالی                 | pueblo | ۱۲۲۹       |
| بروگدن، کارولینای شمالی                | CDP    | ۲۶۳۳       |
| بروکفورد، کارولینای شمالی              | pueblo | ۳۸۲        |
| برانزویک، کارولینای شمالی              | pueblo | ۱۱۱۹       |
| بریسون سیتی، کارولینای شمالی           | pueblo | ۱۴۲۴       |
| بویس کریک، کارولینای شمالی             | CDP    | ۲۹۴۲       |
| بان، کارولینای شمالی                   | pueblo | ۳۴۴        |
| بونلول، کارولینای شمالی                | CDP    | ۵۵۲        |
| بورگاو، کارولینای شمالی                | pueblo | ۳۸۷۲       |
| برلینگتن، کارولینای شمالی              | ciudad | ۴۹۹۶۳      |
| برنزویل، کارولینای شمالی               | pueblo | ۱۶۹۳       |
| بوتنر، کارولینای شمالی                 | pueblo | ۷۵۹۱       |
| باتر، کارولینای شمالی                  | CDP    | ۲۹۴        |
| بوکستون، کارولینای شمالی               | CDP    | ۱۲۷۳       |
| کجاه'س ماونتن، کارولینای شمالی         | pueblo | ۲۸۲۳       |
| کلبش، کارولینای شمالی                  | pueblo | ۱۷۸۶       |
| کلیپسوو، کارولینای شمالی               | pueblo | ۵۳۸        |
| کمدن، کارولینای شمالی                  | CDP    | ۵۹۹        |
| کمرن، کارولینای شمالی                  | pueblo | ۲۸۵        |
| کندر، کارولینای شمالی                  | pueblo | ۸۴۰        |
| کنتن، کارولینای شمالی                  | pueblo | ۴۲۲۷       |
| کیپ کارتریت، کارولینای شمالی           | pueblo | ۱۹۱۷       |
| کارولین، کارولینای شمالی               | CDP    | ۶۵۲        |
| کرلاینا بیچ، کارولینای شمالی           | pueblo | ۵۷۰۶       |
| کرلاینا شر، کارولینای شمالی            | pueblo | ۳۰۴۸       |
| کربورو، کارولینای شمالی                | pueblo | ۱۹۵۸۲      |
| کارتیج، کارولینای شمالی                | pueblo | ۲۲۰۵       |
| کری، کارولینای شمالی                   | pueblo | ۱۳۵۲۳۴     |
| کسار، کارولینای شمالی                  | pueblo | ۲۹۷        |
| کشیر، کارولینای شمالی                  | CDP    | ۱۵۷        |
| کستالیا، کارولینای شمالی               | pueblo | ۲۶۸        |
| کسل هاین، کارولینای شمالی              | CDP    | ۱۲۰۲       |
| کسول بیچ، کارولینای شمالی              | pueblo | ۳۹۸        |
| کتباً، کارولینای شمالی                  | pueblo | ۶۰۳        |
| سیدر پوینت، کارولینای شمالی            | pueblo | ۱۲۷۹       |
| سیدر راک، کارولینای شمالی              | villa  | ۳۰۰        |
| اسنترویل، کارولینای شمالی              | pueblo | ۸۹         |
| اسرو گردو، کارولینای شمالی             | pueblo | ۲۰۷        |
| چادبوورن، کارولینای شمالی              | pueblo | ۱۸۵۶       |
| چپل هیل، کارولینای شمالی               | pueblo | ۵۷۲۳۳      |
| شارلوت، کارولینای شمالی                | ciudad | ۷۳۱۴۲۴     |
| چرکی، کارولینای شمالی                  | CDP    | ۲۱۳۸       |
| چریویل، کارولینای شمالی                | ciudad | ۵۷۶۰       |
| چیمنی راک، کارولینای شمالی             | villa  | ۱۱۳        |
| چاینا گروو، کارولینای شمالی            | pueblo | ۳۵۶۳       |
| چوکووینیتی، کارولینای شمالی            | pueblo | ۸۲۰        |
| کلیرمانت، کارولینای شمالی              | ciudad | ۱۳۵۲       |
| کلارکتون، کارولینای شمالی              | pueblo | ۸۳۷        |
| کلیتن، کارولینای شمالی                 | pueblo | ۱۶۱۱۶      |
| کلمونس، کارولینای شمالی                | villa  | ۱۸۶۲۷      |
| کلیولند، کارولینای شمالی               | pueblo | ۸۷۱        |
| کلیفساید، کارولینای شمالی              | CDP    | ۶۱۱        |
| کلینتن، کارولینای شمالی                | ciudad | ۸۶۳۹       |
| کلاید، کارولینای شمالی                 | pueblo | ۱۲۲۳       |
| کووت، کارولینای شمالی                  | pueblo | ۲۱۱۲       |
| کوفیلد، کارولینای شمالی                | villa  | ۴۱۳        |
| کوینجوک، کارولینای شمالی               | CDP    | ۳۳۵        |
| کولراین، کارولینای شمالی               | pueblo | ۲۰۴        |
| کلامبیا، کارولینای شمالی               | pueblo | ۸۹۱        |
| کلامبس، کارولینای شمالی                | pueblo | ۹۹۹        |
| کووموو، کارولینای شمالی                | pueblo | ۹۱         |
| کانکرد، کارولینای شمالی                | ciudad | ۷۹۰۶۶      |
| کونتو، کارولینای شمالی                 | pueblo | ۲۹۴        |
| کانلی اسپرینگز، کارولینای شمالی        | pueblo | ۱۶۶۹       |
| کونوور، کارولینای شمالی                | ciudad | ۸۱۶۵       |
| کانوی، کارولینای شمالی                 | pueblo | ۸۳۶        |
| کولم، کارولینای شمالی                  | pueblo | ۹۶۰        |
| کردوا، کارولینای شمالی                 | CDP    | ۱۷۷۵       |
| کرنیلیس، کارولینای شمالی               | pueblo | ۲۴۸۶۶      |
| کوو سیتی، کارولینای شمالی              | pueblo | ۳۹۹        |
| کوو کریک، کارولینای شمالی              | CDP    | ۱۱۷۱       |
| کرامرتون، کارولینای شمالی              | pueblo | ۴۱۶۵       |
| کردمور، کارولینای شمالی                | ciudad | ۴۱۲۴       |
| کرسول، کارولینای شمالی                 | pueblo | ۲۷۶        |
| کریکیت، کارولینای شمالی                | CDP    | ۱۸۵۵       |
| کروسنور، کارولینای شمالی               | pueblo | ۱۹۲        |
| کولووه، کارولینای شمالی                | CDP    | ۶۲۲۸       |
| دلس، کارولینای شمالی                   | pueblo | ۴۴۸۸       |
| دینا، کارولینای شمالی                  | CDP    | ۳۳۲۹       |
| دنبری، کارولینای شمالی                 | pueblo | ۱۸۹        |
| دیویدسن، کارولینای شمالی               | pueblo | ۱۰۹۴۴      |
| دیویس، کارولینای شمالی                 | CDP    | ۴۲۲        |
| درکروفت، کارولینای شمالی               | CDP    | ۴۱۱        |
| دلکو، کارولینای شمالی                  | CDP    | ۳۴۸        |
| دلویو، کارولینای شمالی                 | pueblo | ۱۳         |
| دلوای، کارولینای شمالی                 | CDP    | ۲۰۳        |
| دنتن، کارولینای شمالی                  | pueblo | ۱۶۳۶       |
| دنور، کارولینای شمالی                  | CDP    | ۲۳۰۹       |
| دیلسبورو، کارولینای شمالی              | pueblo | ۲۳۲        |
| دابین هایت، کارولینای شمالی            | pueblo | ۸۶۶        |
| دابسن، کارولینای شمالی                 | pueblo | ۱۵۸۶       |
| دورتچس، کارولینای شمالی                | pueblo | ۹۳۵        |
| دوور، کارولینای شمالی                  | pueblo | ۴۰۱        |
| درکسل، کارولینای شمالی                 | pueblo | ۱۸۵۸       |
| دابلین، کارولینای شمالی                | pueblo | ۳۳۸        |
| داک، کارولینای شمالی                   | pueblo | ۳۶۹        |
| دونداراچ، کارولینای شمالی              | CDP    | ۴۱         |
| دون، کارولینای شمالی                   | ciudad | ۹۲۶۳       |
| دورهام، کارولینای شمالی                | ciudad | ۲۲۸۳۳۰     |
| ایرل، کارولینای شمالی                  | pueblo | ۲۶۰        |
| ایست آرکیدیا، کارولینای شمالی          | pueblo | ۴۸۷        |
| ایست بند، کارولینای شمالی              | pueblo | ۶۱۲        |
| ایست فلت راک، کارولینای شمالی          | CDP    | ۴۹۹۵       |
| ایست لرینبرگ، کارولینای شمالی          | pueblo | ۳۰۰        |
| ااستوور، کارولینای شمالی               | pueblo | ۳۶۲۸       |
| ایست راکینگم، کارولینای شمالی          | CDP    | ۳۷۳۶       |
| ایست اسپنسر، کارولینای شمالی           | pueblo | ۱۵۳۴       |
| Eden, North Carolina                   | ciudad | ۱۵۵۲۷      |
| ادنتون، کارولینای شمالی                | pueblo | ۵۰۰۴       |
| ادنیویل، کارولینای شمالی               | CDP    | ۲۳۶۷       |
| افلاند، کارولینای شمالی                | CDP    | ۷۳۴        |
| ایلیزبت سیتی، کارولینای شمالی          | ciudad | ۱۸۶۸۳      |
| ایلیزبتتاون، کارولینای شمالی           | pueblo | ۳۵۸۳       |
| الکین، کارولینای شمالی                 | pueblo | ۴۰۰۱       |
| الک پارک، کارولینای شمالی              | pueblo | ۴۵۲        |
| النبورو، کارولینای شمالی               | pueblo | ۸۷۳        |
| الرب، کارولینای شمالی                  | pueblo | ۱۰۵۴       |
| الم سیتی، کارولینای شمالی              | pueblo | ۱۲۹۸       |
| الون، کارولینای شمالی                  | pueblo | ۹۴۱۹       |
| الرود، کارولینای شمالی                 | CDP    | ۴۱۷        |
| الروی، کارولینای شمالی                 | CDP    | ۳۸۶۹       |
| امرلد آیل، کارولینای شمالی             | pueblo | ۳۶۵۵       |
| انفیلد، کارولینای شمالی                | pueblo | ۲۵۳۲       |
| انگلهارد، کارولینای شمالی              | CDP    | ۴۴۵        |
| انوچویل، کارولینای شمالی               | CDP    | ۲۹۲۵       |
| روین، کارولینای شمالی                  | pueblo | ۴۴۰۵       |
| اتوواه، کارولینای شمالی                | CDP    | ۶۹۴۴       |
| یوریکا، کارولینای شمالی                | pueblo | ۱۹۷        |
| اوریت، کارولینای شمالی                 | pueblo | ۱۶۴        |
| اورگرین، کارولینای شمالی               | CDP    | ۴۲۰        |
| فر بلاف، کارولینای شمالی               | pueblo | ۹۵۱        |
| فرفیلد، کارولینای شمالی                | CDP    | ۲۵۸        |
| فرفیلد هاربر، کارولینای شمالی          | CDP    | ۲۹۵۲       |
| فرمانت، کارولینای شمالی                | pueblo | ۲۶۶۳       |
| فایرپلاینس، کارولینای شمالی            | CDP    | ۲۱۲۰       |
| فرویو، کارولینای شمالی                 | CDP    | ۲۶۷۸       |
| فرویو، شهرستان یونیون، کارولینای شمالی | pueblo | ۳۳۲۴       |
| فایسون، کارولینای شمالی                | pueblo | ۹۶۱        |
| فیت، کارولینای شمالی                   | pueblo | ۸۰۷        |
| فلکن، کارولینای شمالی                  | pueblo | ۲۵۸        |
| فالکلاند، کارولینای شمالی              | pueblo | ۹۶         |
| فالستون، کارولینای شمالی               | pueblo | ۶۰۷        |
| فارمویل، کارولینای شمالی               | pueblo | ۴۶۵۴       |
| فییتویل، کارولینای شمالی               | ciudad | ۲۰۰۵۶۴     |
| فارینگتون ویلیج، کارولینای شمالی       | CDP    | ۲۳۳۹       |
| فایو پوینت، کارولینای شمالی            | CDP    | ۶۸۹        |
| فلت راک، کارولینای شمالی               | villa  | ۳۱۱۴       |
| فلت راک، شهرستان ساری، کارولینای شمالی | CDP    | ۱۵۵۶       |
| فلچر، کارولینای شمالی                  | pueblo | ۷۱۸۷       |
| فریست سیتی، کارولینای شمالی            | pueblo | ۷۴۷۶       |
| فریست هیل، کارولینای شمالی             | villa  | ۳۶۵        |
| فریست اووک، کارولینای شمالی            | CDP    | ۳۸۹۰       |
| فوسکو، کارولینای شمالی                 | CDP    | ۱۳۷۰       |
| فاونتن، کارولینای شمالی                | pueblo | ۴۲۷        |
| فر اووک، کارولینای شمالی               | pueblo | ۱۹۲۱       |
| فاکسفایر، کارولینای شمالی              | villa  | ۹۰۲        |
| فرنکلین، کارولینای شمالی               | pueblo | ۳۸۴۵       |
| فرانکلینتون، کارولینای شمالی           | pueblo | ۲۰۲۳       |
| فرانکلینویل، کارولینای شمالی           | pueblo | ۱۱۶۴       |
| فریمانت، کارولینای شمالی               | pueblo | ۱۲۵۵       |
| فریسکوو، کارولینای شمالی               | CDP    | ۲۰۰        |
| فرویتلاند، کارولینای شمالی             | CDP    | ۲۰۳۱       |
| فوکوای-وارینا، کارولینای شمالی         | pueblo | ۱۷۹۳۷      |
| گامول، کارولینای شمالی                 | pueblo | ۴۰۵۱       |
| گارلند، کارولینای شمالی                | pueblo | ۶۲۵        |
| گارنر، کارولینای شمالی                 | pueblo | ۲۵۷۴۵      |
| گاریسبورگ، کارولینای شمالی             | pueblo | ۱۰۵۷       |
| گستن، کارولینای شمالی                  | pueblo | ۱۱۵۲       |
| گستوونیا، کارولینای شمالی              | ciudad | ۷۱۷۴۱      |
| گاتسویل، کارولینای شمالی               | pueblo | ۳۲۱        |
| گرمانتون، کارولینای شمالی              | CDP    | ۸۲۷        |
| گرتون، کارولینای شمالی                 | CDP    | ۲۵۴        |
| گیبسن، کارولینای شمالی                 | pueblo | ۵۴۰        |
| گیبسونویل، کارولینای شمالی             | pueblo | ۶۴۱۰       |
| گلن الپاین، کارولینای شمالی            | pueblo | ۱۵۱۷       |
| گلن ریون، کارولینای شمالی              | CDP    | ۲۷۵۰       |
| گلنویل، کارولینای شمالی                | CDP    | ۱۱۰        |
| گلاستر، کارولینای شمالی                | CDP    | ۵۳۷        |
| گادوین، کارولینای شمالی                | pueblo | ۱۳۹        |
| گلدزبورو، کارولینای شمالی              | ciudad | ۳۶۴۳۷      |
| گولدستون، کارولینای شمالی              | pueblo | ۲۶۸        |
| گورمان، کارولینای شمالی                | CDP    | ۱۰۱۱       |
| گریم، کارولینای شمالی                  | ciudad | ۱۴۱۵۳      |
| گرنفادر، کارولینای شمالی               | villa  | ۲۵         |
| گرنیت فلز، کارولینای شمالی             | pueblo | ۴۷۲۲       |
| گرنیت کوری، کارولینای شمالی            | pueblo | ۲۹۳۰       |
| گرانتسبورو، کارولینای شمالی            | pueblo | ۶۸۸        |
| گرنورس، کارولینای شمالی                | pueblo | ۶۳۴        |
| گرین لول، کارولینای شمالی              | pueblo | ۲۱۰۰       |
| گرینزبورو، کارولینای شمالی             | ciudad | ۲۶۹۶۶۶     |
| گرینویل، کارولینای شمالی               | ciudad | ۸۴۵۵۴      |
| گریفتون، کارولینای شمالی               | pueblo | ۲۶۱۷       |
| گریمسلاند، کارولینای شمالی             | pueblo | ۴۴۱        |
| گروور، کارولینای شمالی                 | pueblo | ۷۰۸        |
| گالف، کارولینای شمالی                  | CDP    | ۱۴۴        |
| هفمون، کارولینای شمالی                 | CDP    | ۸۳۵۲       |
| هلفکس، کارولینای شمالی                 | pueblo | ۲۳۴        |
| هالسبورو، کارولینای شمالی              | CDP    | ۴۶۵        |
| هملتن، کارولینای شمالی                 | pueblo | ۴۰۸        |
| هملت، کارولینای شمالی                  | ciudad | ۶۴۹۵       |
| همپستید، کارولینای شمالی               | CDP    | ۴۰۸۳       |
| هارکرس آیلند، کارولینای شمالی          | CDP    | ۱۲۰۷       |
| هارمنی، کارولینای شمالی                | pueblo | ۵۳۱        |
| هارلس، کارولینای شمالی                 | pueblo | ۲۰۲        |
| هارلسویل، کارولینای شمالی              | pueblo | ۱۰۶        |
| هریسبرگ، کارولینای شمالی               | pueblo | ۱۱۵۲۶      |
| هاسل، کارولینای شمالی                  | pueblo | ۸۴         |
| هترس، کارولینای شمالی                  | CDP    | ۵۰۴        |
| هولاک، کارولینای شمالی                 | ciudad | ۲۰۷۳۵      |
| هو ریور، کارولینای شمالی               | pueblo | ۲۲۹۸       |
| هایسویل، کارولینای شمالی               | pueblo | ۳۱۱        |
| هیز، کارولینای شمالی                   | CDP    | ۱۸۵۱       |
| همبی بریج، کارولینای شمالی             | pueblo | ۱۵۲۰       |
| هندرسن، کارولینای شمالی                | ciudad | ۱۵۳۶۸      |
| هندرسنویل، کارولینای شمالی             | ciudad | ۱۳۱۳۷      |
| هنریتا، کارولینای شمالی                | CDP    | ۴۶۱        |
| هارفرد، کارولینای شمالی                | pueblo | ۲۱۴۳       |
| هیکری، کارولینای شمالی                 | ciudad | ۴۰۰۱۰      |
| هیدنایت، کارولینای شمالی               | CDP    | ۵۳۶        |
| هایلندز، کارولینای شمالی               | pueblo | ۹۲۴        |
| های پوینت، کارولینای شمالی             | ciudad | ۱۰۴۳۷۱     |
| های شوول، کارولینای شمالی              | pueblo | ۶۹۶        |
| هیگهتسویل، کارولینای شمالی             | CDP    | ۷۳۹        |
| هیلدبران، کارولینای شمالی              | pueblo | ۲۰۲۳       |
| هیلزوو، کارولینای شمالی                | pueblo | ۶۰۸۷       |
| هیلزدیل، کارولینای شمالی               | CDP    | ۹۸۴        |
| هوبگود، کارولینای شمالی                | pueblo | ۳۴۸        |
| هوبوکن، کارولینای شمالی                | CDP    | ۱۲۹        |
| هافمن، کارولینای شمالی                 | pueblo | ۵۸۸        |
| هوولدن بیچ، کارولینای شمالی            | pueblo | ۵۷۵        |
| هالستر، کارولینای شمالی                | CDP    | ۶۷۴        |
| هالی ریج، کارولینای شمالی              | pueblo | ۱۲۶۸       |
| هالی اسپرینگز، کارولینای شمالی         | pueblo | ۲۴۶۶۱      |
| هوکرتون، کارولینای شمالی               | pueblo | ۴۰۹        |
| هوپر کریک، کارولینای شمالی             | CDP    | ۱۰۵۶       |
| هووپ میلز، کارولینای شمالی             | pueblo | ۱۵۱۷۶      |
| هرسشو، کارولینای شمالی                 | CDP    | ۲۳۵۱       |
| هات اسپرینگز، کارولینای شمالی          | pueblo | ۵۶۰        |
| هادسن، کارولینای شمالی                 | pueblo | ۳۷۷۶       |
| هونترسویل، کارولینای شمالی             | pueblo | ۴۶۷۷۳      |
| ایکرد، کارولینای شمالی                 | CDP    | ۲۶۶۴       |
| ایندیان بیچ، کارولینای شمالی           | pueblo | ۱۱۲        |
| ایندیان تریل، کارولینای شمالی          | pueblo | ۳۳۵۱۸      |
| اینگولد، کارولینای شمالی               | CDP    | ۴۷۱        |
| آیرن استیشن، کارولینای شمالی           | CDP    | ۷۵۵        |
| آیونهوو، کارولینای شمالی               | CDP    | ۲۶۴        |
| جآرس، کارولینای شمالی                  | CDP    | ۵۹۷        |
| جکسن، کارولینای شمالی                  | pueblo | ۵۱۳        |
| جکسن هایت، کارولینای شمالی             | CDP    | ۱۱۴۱       |
| جکسنویل، کارولینای شمالی               | ciudad | ۷۰۱۴۵      |
| جیمز سیتی، کارولینای شمالی             | CDP    | ۵۸۹۹       |
| جیمزتاون، کارولینای شمالی              | pueblo | ۳۳۸۲       |
| جامسویل، کارولینای شمالی               | pueblo | ۴۹۱        |
| جفرسن، کارولینای شمالی                 | pueblo | ۱۶۱۱       |
| جونسویل، کارولینای شمالی               | pueblo | ۲۲۸۵       |
| کنپلیس، کارولینای شمالی                | ciudad | ۴۲۶۲۵      |
| کین، کارولینای شمالی                   | CDP    | ۵۶۷        |
| کلفورد، کارولینای شمالی                | pueblo | ۲۵۱        |
| کلی، کارولینای شمالی                   | CDP    | ۵۴۴        |
| کنانسویل، کارولینای شمالی              | pueblo | ۸۵۵        |
| کنلی، کارولینای شمالی                  | pueblo | ۱۳۳۹       |
| کرنرسویل، کارولینای شمالی              | pueblo | ۲۳۱۲۳      |
| کیل دول هیل، کارولینای شمالی           | pueblo | ۶۶۸۳       |
| کینگ، کارولینای شمالی                  | ciudad | ۶۹۰۴       |
| کینگز گرنت، کارولینای شمالی            | CDP    | ۸۱۱۳       |
| کینگز ماونتن، کارولینای شمالی          | ciudad | ۱۰۲۹۶      |
| کینگزتاون، کارولینای شمالی             | pueblo | ۶۸۱        |
| کینستن، کارولینای شمالی                | ciudad | ۲۱۶۷۷      |
| کیترل، کارولینای شمالی                 | pueblo | ۴۶۷        |
| کیتیهک، کارولینای شمالی                | pueblo | ۳۲۷۲       |
| کنیگهتدال، کارولینای شمالی             | pueblo | ۱۱۴۰۱      |
| کور بیچ، کارولینای شمالی               | pueblo | ۲۰۱۲       |
| لا گرینج، کارولینای شمالی              | pueblo | ۲۸۷۳       |
| لیک جونالوسکا، کارولینای شمالی         | CDP    | ۲۷۳۴       |
| لیک لور، کارولینای شمالی               | pueblo | ۱۱۹۲       |
| لیک نورمان آو کتباً، کارولینای شمالی    | CDP    | ۷۴۱۱       |
| لیک پارک، کارولینای شمالی              | villa  | ۳۴۲۲       |
| لیک رویل، کارولینای شمالی              | CDP    | ۲۵۰۶       |
| لیک سنتتلاه، کارولینای شمالی           | pueblo | ۴۵         |
| لیک واککماو، کارولینای شمالی           | pueblo | ۱۴۸۰       |
| لندیس، کارولینای شمالی                 | pueblo | ۳۱۰۹       |
| لنسینگ، کارولینای شمالی                | pueblo | ۱۵۸        |
| لاسکر، کارولینای شمالی                 | pueblo | ۱۲۲        |
| لتمر، کارولینای شمالی                  | pueblo | ۴۸۸        |
| لرل هیل، شهرستان اسکاتلند، اکلاهما     | CDP    | ۱۲۵۴       |
| لرل پارک، کارولینای شمالی              | pueblo | ۲۱۸۰       |
| لرینبرگ، کارولینای شمالی               | ciudad | ۱۵۹۶۲      |
| لندیل، کارولینای شمالی                 | pueblo | ۶۰۶        |
| لگگت، کارولینای شمالی                  | pueblo | ۶۰         |
| لیلند، کارولینای شمالی                 | pueblo | ۱۳۵۲۷      |
| لنوار، کارولینای شمالی                 | ciudad | ۱۸۲۲۸      |
| لوستن وودویل، کارولینای شمالی          | pueblo | ۵۴۹        |
| لویسویل، کارولینای شمالی               | pueblo | ۱۲۶۳۹      |
| لکسینگتن، کارولینای شمالی              | ciudad | ۱۸۹۳۱      |
| لیبرتی، کارولینای شمالی                | pueblo | ۲۶۵۶       |
| لایت اووک، کارولینای شمالی             | CDP    | ۶۹۱        |
| لیلسویل، کارولینای شمالی               | pueblo | ۵۳۶        |
| لیلینگتون، کارولینای شمالی             | pueblo | ۳۱۹۴       |
| لینکولنتون، کارولینای شمالی            | ciudad | ۱۰۴۸۶      |
| لیندن، کارولینای شمالی                 | pueblo | ۱۳۰        |
| لیتلتن، کارولینای شمالی                | pueblo | ۶۷۴        |
| لووکست، کارولینای شمالی                | ciudad | ۲۹۳۰       |
| لنگویو، کارولینای شمالی                | pueblo | ۴۸۷۱       |
| لویسبرگ، کارولینای شمالی               | pueblo | ۳۳۵۹       |
| لاو ولی، کارولینای شمالی               | pueblo | ۹۰         |
| لوول، کارولینای شمالی                  | ciudad | ۳۵۲۶       |
| لووسویل، کارولینای شمالی               | CDP    | ۲۹۴۵       |
| لووگاپ، کارولینای شمالی                | CDP    | ۳۲۴        |
| لوکما، کارولینای شمالی                 | pueblo | ۱۱۰۸       |
| لامبر بریج، کارولینای شمالی            | pueblo | ۹۴         |
| لامبرتن، کارولینای شمالی               | ciudad | ۲۱۵۴۲      |
| مکدنویل، کارولینای شمالی               | pueblo | ۶۵۱        |
| ماککلسفیلد، کارولینای شمالی            | pueblo | ۴۷۱        |
| مکدانلد، کارولینای شمالی               | pueblo | ۱۱۳        |
| مکفارلان، کارولینای شمالی              | pueblo | ۱۱۷        |
| مکلانسویل، کارولینای شمالی             | CDP    | ۱۰۲۱       |
| میکن، کارولینای شمالی                  | pueblo | ۱۱۹        |
| مدسن، کارولینای شمالی                  | pueblo | ۲۲۴۶       |
| مگی ولی، کارولینای شمالی               | pueblo | ۱۱۵۰       |
| مگنوولیا، کارولینای شمالی              | pueblo | ۹۳۹        |
| میدن، کارولینای شمالی                  | pueblo | ۳۳۱۰       |
| میمرز، کارولینای شمالی                 | CDP    | ۸۲۶        |
| مانس هاربر، کارولینای شمالی            | CDP    | ۸۲۱        |
| مانتو، کارولینای شمالی                 | pueblo | ۱۴۳۴       |
| ماربل، کارولینای شمالی                 | CDP    | ۳۲۱        |
| مریتا، کارولینای شمالی                 | pueblo | ۱۷۵        |
| مریان، کارولینای شمالی                 | ciudad | ۷۸۳۸       |
| مار-ماک، کارولینای شمالی               | CDP    | ۳۶۱۵       |
| مارشل، کارولینای شمالی                 | pueblo | ۸۷۲        |
| مارشالبرگ، کارولینای شمالی             | CDP    | ۴۰۳        |
| مارز هیل، کارولینای شمالی              | pueblo | ۱۸۶۹       |
| مارشویل، کارولینای شمالی               | pueblo | ۲۴۰۲       |
| ماروین، کارولینای شمالی                | villa  | ۵۵۷۹       |
| متیوز، کارولینای شمالی                 | pueblo | ۲۷۱۹۸      |
| مری، کارولینای شمالی                   | CDP    | ۱۶۸۵       |
| ماکستون، کارولینای شمالی               | pueblo | ۲۴۲۶       |
| مایودان، کارولینای شمالی               | pueblo | ۲۴۷۸       |
| مایسویل، کارولینای شمالی               | pueblo | ۱۰۱۹       |
| مبان، کارولینای شمالی                  | ciudad | ۱۱۳۹۳      |
| مزیک، کارولینای شمالی                  | pueblo | ۲۲۰        |
| مایکروو، کارولینای شمالی               | pueblo | ۴۴۱        |
| میدلبورگ، کارولینای شمالی              | pueblo | ۱۳۳        |
| میدلسکس، کارولینای شمالی               | pueblo | ۸۲۲        |
| میدلند، کارولینای شمالی                | pueblo | ۳۰۷۳       |
| میدوی، کارولینای شمالی                 | pueblo | ۴۶۷۹       |
| میلر کریک، کارولینای شمالی             | CDP    | ۲۱۱۲       |
| میلینگپورت، کارولینای شمالی            | CDP    | ۵۹۹        |
| میلز ریور، کارولینای شمالی             | pueblo | ۶۸۰۲       |
| میلتن، کارولینای شمالی                 | pueblo | ۱۶۶        |
| مینرل اسپرینگز، کارولینای شمالی        | pueblo | ۲۶۳۹       |
| مینسوت بیچ، کارولینای شمالی            | pueblo | ۴۴۰        |
| مینت هیل، کارولینای شمالی              | pueblo | ۲۲۷۲۲      |
| میسنهیمر، کارولینای شمالی              | villa  | ۷۲۸        |
| موکسویل، کارولینای شمالی               | pueblo | ۵۰۵۱       |
| مومیر، کارولینای شمالی                 | pueblo | ۲۲۴        |
| مونکور، کارولینای شمالی                | CDP    | ۷۱۱        |
| منروو، کارولینای شمالی                 | ciudad | ۳۲۷۹۷      |
| مونترات، کارولینای شمالی               | pueblo | ۷۲۳        |
| مورسبورو، کارولینای شمالی              | pueblo | ۳۱۱        |
| مورسویل، کارولینای شمالی               | pueblo | ۳۲۷۱۱      |
| مریویان فلز، کارولینای شمالی           | CDP    | ۱۹۰۱       |
| مورهاد سیتی، کارولینای شمالی           | pueblo | ۸۶۶۱       |
| مرگنتن، کارولینای شمالی                | ciudad | ۱۶۹۱۸      |
| موریسویل، کارولینای شمالی              | pueblo | ۱۸۵۷۶      |
| مورون، کارولینای شمالی                 | pueblo | ۵۱۱        |
| ماونتن هووم، کارولینای شمالی           | CDP    | ۳۶۲۲       |
| ماونتن ویو، کارولینای شمالی            | CDP    | ۳۵۵۲       |
| ماونت ایری، کارولینای شمالی            | ciudad | ۱۰۳۸۸      |
| گیلیاد، کارولینای شمالی                | pueblo | ۱۱۸۱       |
| ماونت هالی، کارولینای شمالی            | ciudad | ۱۳۶۵۶      |
| ماونت آلیو، کارولینای شمالی            | pueblo | ۴۵۸۹       |
| ماونت پلزنت، کارولینای شمالی           | pueblo | ۱۶۵۲       |
| مویوک، کارولینای شمالی                 | CDP    | ۳۷۵۹       |
| مالبری، کارولینای شمالی                | CDP    | ۲۳۳۲       |
| مرفریزوو، کارولینای شمالی              | pueblo | ۲۸۳۵       |
| مرفی، کارولینای شمالی                  | pueblo | ۱۶۲۷       |
| مورایسویل، کارولینای شمالی             | CDP    | ۱۴۲۱۵      |
| مرتل گروو، کارولینای شمالی             | CDP    | ۸۸۷۵       |
| نگ هد، کارولینای شمالی                 | pueblo | ۲۷۵۷       |
| نشویل، کارولینای شمالی                 | pueblo | ۵۳۵۲       |
| ناواسا، کارولینای شمالی                | pueblo | ۱۵۰۵       |
| نوس فریست، کارولینای شمالی             | CDP    | ۲۰۰۵       |
| نیو برن، کارولینای شمالی               | ciudad | ۲۹۵۲۴      |
| نیولاند، کارولینای شمالی               | pueblo | ۶۹۸        |
| نیو لاندن، کارولینای شمالی             | pueblo | ۶۰۰        |
| نیوپرت، کارولینای شمالی                | pueblo | ۴۱۵۰       |
| نیوتون، کارولینای شمالی                | ciudad | ۱۲۹۶۸      |
| نیوتون گروو، کارولینای شمالی           | pueblo | ۵۶۹        |
| نورلینا، کارولینای شمالی               | pueblo | ۱۱۱۸       |
| نورمن، کارولینای شمالی                 | pueblo | ۱۳۸        |
| نورتچاس، کارولینای شمالی               | CDP    | ۳۷۴۷       |
| نرتلیک، کارولینای شمالی                | CDP    | ۱۵۳۴       |
| تاپسیل بیچ، کارولینای شمالی            | pueblo | ۷۴۳        |
| نرتوست، کارولینای شمالی                | ciudad | ۷۳۵        |
| نرت ویلکسبورو، کارولینای شمالی         | pueblo | ۴۲۴۵       |
| نروود، کارولینای شمالی                 | pueblo | ۲۳۷۹       |
| واکبورو، کارولینای شمالی               | pueblo | ۱۸۵۹       |
| اووک سیتی، کارولینای شمالی             | pueblo | ۳۱۷        |
| اووک آیلند، کارولینای شمالی            | pueblo | ۶۷۸۳       |
| اووک ریج، کارولینای شمالی              | pueblo | ۶۱۸۵       |
| اووشن آیل بیچ، کارولینای شمالی         | pueblo | ۵۵۰        |
| وکراکوک، کارولینای شمالی               | CDP    | ۹۴۸        |
| اگدن، کارولینای شمالی                  | CDP    | ۶۷۶۶       |
| اوولد فرت، کارولینای شمالی             | pueblo | ۹۰۸        |
| اوولد هاندرید، کارولینای شمالی         | CDP    | ۲۸۷        |
| ارینتل، کارولینای شمالی                | pueblo | ۹۰۰        |
| وروم، کارولینای شمالی                  | pueblo | ۹۱         |
| اوسیپ، کارولینای شمالی                 | pueblo | ۵۴۳        |
| آکسفورد، کارولینای شمالی               | ciudad | ۸۴۶۱       |
| پانتگو، کارولینای شمالی                | pueblo | ۱۷۹        |
| پارکتون، کارولینای شمالی               | pueblo | ۴۳۶        |
| پارمل، کارولینای شمالی                 | pueblo | ۲۷۸        |
| پترسون اسپرینگز، کارولینای شمالی       | pueblo | ۶۲۲        |
| پاچلاند، کارولینای شمالی               | pueblo | ۴۳۷        |
| پلتیر، کارولینای شمالی                 | pueblo | ۶۴۴        |
| پمبروک، کارولینای شمالی                | pueblo | ۲۹۷۳       |
| پیکویل، کارولینای شمالی                | pueblo | ۶۷۸        |
| پایلت ماونتن، کارولینای شمالی          | pueblo | ۱۴۷۷       |
| پینبلوفف، کارولینای شمالی              | pueblo | ۱۳۳۷       |
| پینهورست، کارولینای شمالی              | villa  | ۱۳۱۲۴      |
| پاین نوول شر، کارولینای شمالی          | pueblo | ۱۳۳۹       |
| پاین لول، کارولینای شمالی              | pueblo | ۱۷۰۰       |
| پینتوپس، کارولینای شمالی               | pueblo | ۱۳۷۴       |
| پینتوون، کارولینای شمالی               | CDP    | ۱۵۵        |
| پاینویل، کارولینای شمالی               | pueblo | ۷۴۷۹       |
| پاینی گرین، کارولینای شمالی            | CDP    | ۱۳۲۹۳      |
| پینک هیل، کارولینای شمالی              | pueblo | ۵۵۲        |
| پینکل، کارولینای شمالی                 | CDP    | ۸۹۴        |
| پیتسبورو، کارولینای شمالی              | pueblo | ۳۷۴۳       |
| پلینویو، کارولینای شمالی               | CDP    | ۱۹۶۱       |
| پلزنت گاردن، کارولینای شمالی           | pueblo | ۴۴۸۹       |
| پلزنت هیل، کارولینای شمالی             | CDP    | ۸۷۸        |
| پلیمت، کارولینای شمالی                 | pueblo | ۳۸۷۸       |
| پولکتون، کارولینای شمالی               | pueblo | ۳۳۷۵       |
| پولکویل، کارولینای شمالی               | ciudad | ۵۴۵        |
| پولوکسویل، کارولینای شمالی             | pueblo | ۳۱۱        |
| پرتر نک، کارولینای شمالی               | CDP    | ۶۲۰۴       |
| پاتر هیل، کارولینای شمالی              | CDP    | ۴۸۱        |
| پوولسویل، کارولینای شمالی              | pueblo | ۲۷۶        |
| پرینستن، کارولینای شمالی               | pueblo | ۱۱۹۴       |
| پرینسویل، کارولینای شمالی              | pueblo | ۲۰۸۲       |
| پروکتورویل، کارولینای شمالی            | pueblo | ۱۱۷        |
| پراسپکت، کارولینای شمالی               | CDP    | ۹۸۱        |
| پامپکین اسنتر، کارولینای شمالی         | CDP    | ۲۲۲۲       |
| رافورد، کارولینای شمالی                | ciudad | ۴۶۱۱       |
| رامون، کارولینای شمالی                 | CDP    | ۲۸۲        |
| رالی، کارولینای شمالی                  | ciudad | ۴۰۳۸۹۲     |
| رامسور، کارولینای شمالی                | pueblo | ۱۶۹۲       |
| راندلمان، کارولینای شمالی              | ciudad | ۴۱۱۳       |
| رانلو، کارولینای شمالی                 | pueblo | ۳۴۳۴       |
| راینهام، کارولینای شمالی               | pueblo | ۷۲         |
| رد کرس، کارولینای شمالی                | pueblo | ۷۴۲        |
| رد اووک، کارولینای شمالی               | pueblo | ۳۴۳۰       |
| رد اسپرینگز، کارولینای شمالی           | pueblo | ۳۴۲۸       |
| ریدزویل، کارولینای شمالی               | ciudad | ۱۴۵۲۰      |
| رنرت، کارولینای شمالی                  | pueblo | ۳۸۳        |
| رکس، کارولینای شمالی                   | CDP    | ۵۵         |
| رودهیس، کارولینای شمالی                | pueblo | ۱۰۷۰       |
| ریچفیلد، کارولینای شمالی               | pueblo | ۶۱۳        |
| ریچلند، کارولینای شمالی                | pueblo | ۱۵۲۰       |
| ریچ اسکویر، کارولینای شمالی            | pueblo | ۹۵۸        |
| ریگلوود، کارولینای شمالی               | CDP    | ۵۷۹        |
| ریور بند، کارولینای شمالی              | pueblo | ۳۱۱۹       |
| ریور روود، کارولینای شمالی             | CDP    | ۴۳۹۴       |
| روونووک رپید، کارولینای شمالی          | ciudad | ۱۵۷۵۴      |
| رابینز، کارولینای شمالی                | pueblo | ۱۰۹۷       |
| روببینسویل، کارولینای شمالی            | pueblo | ۶۲۰        |
| روبرسونویل، کارولینای شمالی            | pueblo | ۱۴۸۸       |
| راکفیش، کارولینای شمالی                | CDP    | ۳۲۹۸       |
| راکینگم، کارولینای شمالی               | ciudad | ۹۵۵۸       |
| راکول، کارولینای شمالی                 | pueblo | ۲۱۰۸       |
| راکی ماونت، کارولینای شمالی            | ciudad | ۵۷۴۷۷      |
| راکی پوینت، کارولینای شمالی            | CDP    | ۱۶۰۲       |
| رودانته، کارولینای شمالی               | CDP    | ۲۶۱        |
| رولسویل، کارولینای شمالی               | pueblo | ۳۷۸۶       |
| روندا، کارولینای شمالی                 | pueblo | ۴۱۷        |
| رووپ، کارولینای شمالی                  | pueblo | ۶۱۱        |
| روسبورو، کارولینای شمالی               | pueblo | ۱۱۹۱       |
| رووز هیل، کارولینای شمالی              | pueblo | ۱۶۲۶       |
| روسمان، کارولینای شمالی                | pueblo | ۵۷۶        |
| رووگمونت، کارولینای شمالی              | CDP    | ۹۷۸        |
| روولاند، کارولینای شمالی               | pueblo | ۱۰۳۷       |
| روکسبورو، کارولینای شمالی              | ciudad | ۸۳۶۲       |
| روکسوبل، کارولینای شمالی               | pueblo | ۲۴۰        |
| رویل پاینز، کارولینای شمالی            | CDP    | ۴۲۷۲       |
| روففین، کارولینای شمالی                | CDP    | ۳۶۸        |
| رورل هل، کارولینای شمالی               | pueblo | ۲۹۳۷       |
| روت، کارولینای شمالی                   | pueblo | ۴۴۰        |
| رادرفرد کالیج، کارولینای شمالی         | pueblo | ۱۳۴۱       |
| روتهرفوردتون، کارولینای شمالی          | pueblo | ۴۲۱۳       |
| است. هلنا، کارولینای شمالی             | villa  | ۳۸۹        |
| است. جیمز، کارولینای شمالی             | pueblo | ۳۱۶۵       |
| است. پل، کارولینای شمالی               | pueblo | ۲۰۳۵       |
| است. استیونز، کارولینای شمالی          | CDP    | ۸۷۵۹       |
| سیلم، کارولینای شمالی                  | CDP    | ۲۲۱۸       |
| سلمبورگ، کارولینای شمالی               | pueblo | ۴۳۵        |
| سولزبری، کارولینای شمالی               | ciudad | ۳۳۶۶۲      |
| سلودا، کارولینای شمالی                 | ciudad | ۷۱۳        |
| اسلوو، کارولینای شمالی                 | CDP    | ۲۲۹        |
| اسندی کریک، کارولینای شمالی            | pueblo | ۲۶۰        |
| سندیفیلد، کارولینای شمالی              | pueblo | ۴۴۷        |
| سنفورد، کارولینای شمالی                | ciudad | ۲۸۰۹۴      |
| اسرتووگا، کارولینای شمالی              | pueblo | ۴۰۸        |
| سومیل، کارولینای شمالی                 | pueblo | ۵۲۴۰       |
| سکساپاهاو، کارولینای شمالی             | CDP    | ۱۶۴۸       |
| اسکاچ مدوو، کارولینای شمالی            | CDP    | ۵۸۰        |
| اسکاتلند نک، کارولینای شمالی           | pueblo | ۲۰۵۹       |
| سیبرد، کارولینای شمالی                 | pueblo | ۶۳۲        |
| سی بریز، کارولینای شمالی               | CDP    | ۱۹۶۹       |
| ساگروو، کارولینای شمالی                | pueblo | ۲۲۸        |
| سیدیلیا، کارولینای شمالی               | pueblo | ۶۲۳        |
| اسلما، کارولینای شمالی                 | pueblo | ۶۰۷۳       |
| اسون دول، کارولینای شمالی              | pueblo | ۱۹۲        |
| اسون لیک، کارولینای شمالی              | CDP    | ۴۸۸۸       |
| اسون اسپرینگز، کارولینای شمالی         | pueblo | ۱۱۰        |
| اسورن، کارولینای شمالی                 | pueblo | ۲۷۶        |
| شالوت، کارولینای شمالی                 | pueblo | ۳۶۷۵       |
| شنن، کارولینای شمالی                   | CDP    | ۲۶۳        |
| شارپسبرگ، کارولینای شمالی              | pueblo | ۲۰۲۴       |
| شلبی، کارولینای شمالی                  | ciudad | ۲۰۳۲۳      |
| سیلر سیتی، کارولینای شمالی             | pueblo | ۷۸۸۷       |
| سیلور سیتی، کارولینای شمالی            | CDP    | ۸۸۲        |
| سیلور لیک، کارولینای شمالی             | CDP    | ۵۵۹۸       |
| سیمپسن، کارولینای شمالی                | villa  | ۴۱۶        |
| سیمز، کارولینای شمالی                  | pueblo | ۲۸۲        |
| اسکیپر کرنر، کارولینای شمالی           | CDP    | ۲۷۸۵       |
| اسمیتفیلد، کارولینای شمالی             | pueblo | ۱۰۹۶۶      |
| اسنادس فری، کارولینای شمالی            | CDP    | ۲۶۴۶       |
| اسنوو هیل، کارولینای شمالی             | pueblo | ۱۵۹۵       |
| سادرن پاینز، کارولینای شمالی           | pueblo | ۱۲۳۳۴      |
| سادرن شر، کارولینای شمالی              | pueblo | ۲۷۱۴       |
| هندرسن، کارولینای شمالی                | CDP    | ۱۲۱۳       |
| ساوت میلز، کارولینای شمالی             | CDP    | ۴۵۴        |
| سووتهمونت، کارولینای شمالی             | CDP    | ۱۴۷۰       |
| سوتپرت، کارولینای شمالی                | ciudad | ۲۸۳۳       |
| رووزمیری، کارولینای شمالی              | CDP    | ۲۸۳۶       |
| South Weldon, North Carolina           | CDP    | ۷۰۵        |
| اسپارتا، کارولینای شمالی               | pueblo | ۱۷۷۰       |
| اسپید، کارولینای شمالی                 | pueblo | ۸۰         |
| اسپنسر، کارولینای شمالی                | pueblo | ۳۲۶۷       |
| اسپنسر ماونتن، کارولینای شمالی         | pueblo | ۳۷         |
| اسپیندال، کارولینای شمالی              | pueblo | ۴۳۲۱       |
| اسپیوی'س کرنر، کارولینای شمالی         | CDP    | ۵۰۶        |
| اسپرینگ هووپ، کارولینای شمالی          | pueblo | ۱۳۲۰       |
| اسپرینگ لیک، کارولینای شمالی           | pueblo | ۱۱۹۶۴      |
| اسپروس پاین، کارولینای شمالی           | pueblo | ۲۱۷۵       |
| استالی، کارولینای شمالی                | pueblo | ۳۹۳        |
| استالینگس، کارولینای شمالی             | pueblo | ۱۳۸۳۱      |
| استانفیلد، کارولینای شمالی             | pueblo | ۱۴۸۶       |
| استنلی، کارولینای شمالی                | pueblo | ۳۵۵۶       |
| استانتونسبورگ، کارولینای شمالی         | pueblo | ۷۸۴        |
| استار، کارولینای شمالی                 | pueblo | ۸۷۶        |
| استیتسویل، کارولینای شمالی             | ciudad | ۲۴۵۳۲      |
| استدمان، کارولینای شمالی               | pueblo | ۱۰۲۸       |
| استم، کارولینای شمالی                  | pueblo | ۴۶۳        |
| استووکس، کارولینای شمالی               | CDP    | ۳۷۶        |
| استوکسدال، کارولینای شمالی             | pueblo | ۵۰۴۷       |
| استونویل، کارولینای شمالی              | pueblo | ۱۰۵۶       |
| استوونول، کارولینای شمالی              | pueblo | ۲۸۱        |
| استوونی پوینت، کارولینای شمالی         | CDP    | ۱۳۱۷       |
| استووال، کارولینای شمالی               | pueblo | ۴۱۸        |
| شوگر ماونتن، کارولینای شمالی           | villa  | ۱۹۸        |
| سومرفیلد، کارولینای شمالی              | pueblo | ۱۰۲۳۲      |
| سانبری، کارولینای شمالی                | CDP    | ۲۸۹        |
| سانست بیچ، کارولینای شمالی             | pueblo | ۳۵۷۲       |
| سرف سیتی، کارولینای شمالی              | pueblo | ۱۸۵۳       |
| اسوانانوا، کارولینای شمالی             | CDP    | ۴۵۷۶       |
| اسوان کورتر، کارولینای شمالی           | CDP    | ۳۲۴        |
| اسوانسبورو، کارولینای شمالی            | pueblo | ۲۶۶۳       |
| اسوپسونویل، کارولینای شمالی            | pueblo | ۱۱۵۴       |
| سیلوا، کارولینای شمالی                 | pueblo | ۲۵۸۸       |
| تیبر سیتی، کارولینای شمالی             | pueblo | ۲۵۱۱       |
| تاربورو، کارولینای شمالی               | pueblo | ۱۱۴۱۵      |
| تار هیل، کارولینای شمالی               | pueblo | ۱۱۷        |
| تایلورسویل، کارولینای شمالی            | pueblo | ۲۰۹۸       |
| تایلورتوون، کارولینای شمالی            | pueblo | ۷۲۲        |
| تاچی، کارولینای شمالی                  | pueblo | ۳۷۶        |
| تامسویل، کارولینای شمالی               | ciudad | ۲۶۷۵۷      |
| تووست، کارولینای شمالی                 | CDP    | ۱۴۵۰       |
| توباککوویل، کارولینای شمالی            | villa  | ۲۴۴۱       |
| نرت تاپسیل بیچ، کارولینای شمالی        | pueblo | ۳۶۸        |
| ترنتن، کارولینای شمالی                 | pueblo | ۲۸۷        |
| ترنت وودز، کارولینای شمالی             | pueblo | ۴۱۵۵       |
| ترینیتی، کارولینای شمالی               | ciudad | ۶۶۱۴       |
| ترووتمان، کارولینای شمالی              | pueblo | ۲۳۸۳       |
| تروی، کارولینای شمالی                  | pueblo | ۳۱۸۹       |
| تریون، کارولینای شمالی                 | pueblo | ۱۶۴۶       |
| ترکی، کارولینای شمالی                  | pueblo | ۲۹۲        |
| تایروو، کارولینای شمالی                | CDP    | ۳۸۷۹       |
| ونیونویل، کارولینای شمالی              | pueblo | ۵۹۲۹       |
| والدس، کارولینای شمالی                 | pueblo | ۴۴۹۰       |
| وال کروسیس، کارولینای شمالی            | CDP    | ۴۱۲        |
| ولی هیل، کارولینای شمالی               | CDP    | ۲۰۷۰       |
| وانسبورو، کارولینای شمالی              | pueblo | ۱۰۰۵       |
| واندمر، کارولینای شمالی                | pueblo | ۲۵۴        |
| واندر، کارولینای شمالی                 | CDP    | ۱۱۴۶       |
| وان کرسروود، کارولینای شمالی           | CDP    | ۳۳۶        |
| وارنامتوون، کارولینای شمالی            | pueblo | ۵۴۱        |
| واس، کارولینای شمالی                   | pueblo | ۷۲۰        |
| ویکوو، کارولینای شمالی                 | pueblo | ۳۲۱        |
| وید، کارولینای شمالی                   | pueblo | ۵۵۶        |
| وادسبورو، کارولینای شمالی              | pueblo | ۵۸۱۳       |
| واگرام، کارولینای شمالی                | pueblo | ۸۴۰        |
| ویک فریست، کارولینای شمالی             | pueblo | ۳۰۱۱۷      |
| واکولا، کارولینای شمالی                | CDP    | ۱۰۵        |
| والکرتوون، کارولینای شمالی             | pueblo | ۴۶۷۵       |
| والیس، کارولینای شمالی                 | pueblo | ۳۸۸۰       |
| والبورگ، کارولینای شمالی               | pueblo | ۳۰۴۷       |
| ولنات کوو، کارولینای شمالی             | pueblo | ۱۴۲۵       |
| ولنات کریک، کارولینای شمالی            | villa  | ۸۳۵        |
| والستونبورگ، کارولینای شمالی           | pueblo | ۲۱۹        |
| وانچس، کارولینای شمالی                 | CDP    | ۱۶۴۲       |
| وارنتون، کارولینای شمالی               | pueblo | ۸۶۲        |
| ورسو، کارولینای شمالی                  | pueblo | ۳۰۵۴       |
| واشینگتن، کارولینای شمالی              | ciudad | ۹۷۴۴       |
| واشینگتن پارک، کارولینای شمالی         | pueblo | ۴۵۱        |
| واتها، کارولینای شمالی                 | pueblo | ۱۹۰        |
| ویوز، کارولینای شمالی                  | CDP    | ۱۳۴        |
| واکسهاو، کارولینای شمالی               | pueblo | ۹۸۵۹       |
| واینسویل، کارولینای شمالی              | pueblo | ۹۸۶۹       |
| واورویل، کارولینای شمالی               | pueblo | ۳۱۲۰       |
| وبستر، کارولینای شمالی                 | pueblo | ۳۶۳        |
| وددینگتون، کارولینای شمالی             | pueblo | ۹۴۵۹       |
| ولکم، کارولینای شمالی                  | CDP    | ۴۱۶۲       |
| ولدون، کارولینای شمالی                 | pueblo | ۱۶۵۵       |
| وندل، کارولینای شمالی                  | pueblo | ۵۸۴۵       |
| ونتورت، کارولینای شمالی                | pueblo | ۲۸۰۷       |
| وسلی چپل، کارولینای شمالی              | villa  | ۷۴۶۳       |
| وست کنتن، کارولینای شمالی              | CDP    | ۱۲۴۷       |
| وست جفرسن، کارولینای شمالی             | pueblo | ۱۲۹۹       |
| وست مریان، کارولینای شمالی             | CDP    | ۱۳۴۸       |
| وستپرت، کارولینای شمالی                | CDP    | ۴۰۲۶       |
| ویسپرینگ پاینز، کارولینای شمالی        | villa  | ۲۹۲۸       |
| ویتکر، کارولینای شمالی                 | pueblo | ۷۴۴        |
| وایت لیک، کارولینای شمالی              | pueblo | ۸۰۲        |
| وایت اووک، کارولینای شمالی             | CDP    | ۳۳۸        |
| وایت پلین، کارولینای شمالی             | CDP    | ۱۰۷۴       |
| وهیتویل، کارولینای شمالی               | ciudad | ۵۳۹۴       |
| وهیتست، کارولینای شمالی                | pueblo | ۵۹۰        |
| ویلکسبورو، کارولینای شمالی             | pueblo | ۳۴۱۳       |
| ویلیامستون، کارولینای شمالی            | pueblo | ۵۵۱۱       |
| ویلمینگتن، کارولینای شمالی             | ciudad | ۱۰۶۴۷۶     |
| ویلسن، کارولینای شمالی                 | ciudad | ۴۹۱۶۷      |
| ویلسونس میلز، کارولینای شمالی          | pueblo | ۲۲۷۷       |
| وینزر، کارولینای شمالی                 | pueblo | ۳۶۳۰       |
| وینفال، کارولینای شمالی                | pueblo | ۵۹۴        |
| وینگات، کارولینای شمالی                | pueblo | ۳۴۹۱       |
| وینستون-سیلم، کارولینای شمالی          | ciudad | ۲۲۹۶۱۷     |
| وینترویل، کارولینای شمالی              | pueblo | ۹۲۶۹       |
| وینتون، کارولینای شمالی                | pueblo | ۷۶۹        |
| وودفین، کارولینای شمالی                | pueblo | ۶۱۲۳       |
| وودلند، کارولینای شمالی                | pueblo | ۸۰۹        |
| وودلاون، کارولینای شمالی               | CDP    | ۹۰۰        |
| وریگتسبورو، کارولینای شمالی            | CDP    | ۴۸۹۶       |
| وریگتسویل بیچ، کارولینای شمالی         | pueblo | ۲۴۷۷       |
| یادکینویل، کارولینای شمالی             | pueblo | ۲۹۵۹       |
| یانسیویل، کارولینای شمالی              | pueblo | ۲۰۳۹       |
| یوونگسویل، کارولینای شمالی             | pueblo | ۱۱۵۷       |
| زبیلان، کارولینای شمالی                | pueblo | ۴۴۳۳       |